# Jagdschloss Niederwald

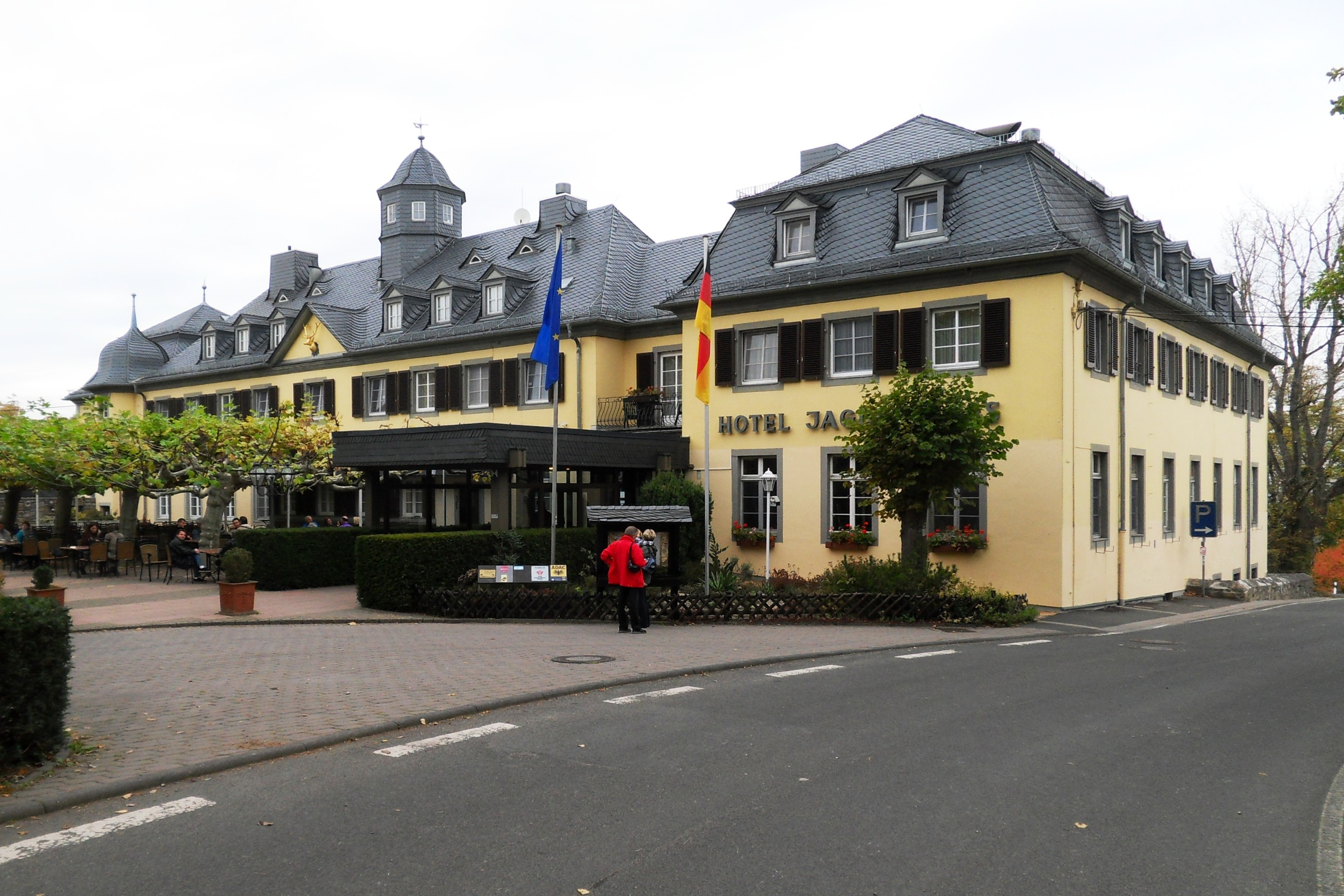
Jagdschloss Niederwald (Südseite)

Das Jagdschloss Niederwald bei Rüdesheim am Rhein im Rheingau-Taunus-Kreis in Hessen wurde 1764 im Auftrag von Graf Johann Friedrich Karl Maximilian von Ostein erbaut. Zugleich begann er, den Niederwald in einen Landschaftspark zu verwandeln. Nach mehreren Eigentümerwechseln wurde das Schloss in ein Hotel und Restaurant umgewandelt. Hier fand 1948 die Niederwaldkonferenz statt, eine Konferenz der elf westdeutschen Ministerpräsidenten der Länder Schleswig-Holstein, Hamburg, Bremen, Niedersachsen, Nordrhein-Westfalen, Hessen, Rheinland-Pfalz, Bayern, Baden, Württemberg-Baden und Württemberg-Hohenzollern zur Vorbereitung einer neuen Verfassung nach dem Zweiten Weltkrieg.

## Geographische Lage
Das Jagdschloss liegt in einer Rodungsinsel des Niederwaldes im Nordwesten der Gemarkung Rüdesheim hoch über Assmannshausen, mit dem es durch eine Sesselbahn verbunden ist. Eine Straßenverbindung mit Assmannshausen und der Bundesstraße 42 im Rheintal stellt die Landesstraße L 3034 her über den nordöstlichen Nachbarort Aulhausen, von dem das Schloss nur wenige Hundert Meter entfernt liegt. Sodann führt die L 3034 weiter nach Südosten zum Niederwalddenkmal und von dort hinab zur Kernstadt Rüdesheim. Durch die Seilbahnstation, einen Waldparkplatz und die Lage am Rheinsteig bietet sich das Jagdschloss Niederwald als Ausgangs- oder Endpunkt von Wanderungen und Spaziergängen an. Der weitgehend unter Naturschutz stehende Landschaftspark Niederwald und seine Umgebung ist durch ein Wegenetz für Fußgänger gut erschlossen.

## Geschichte

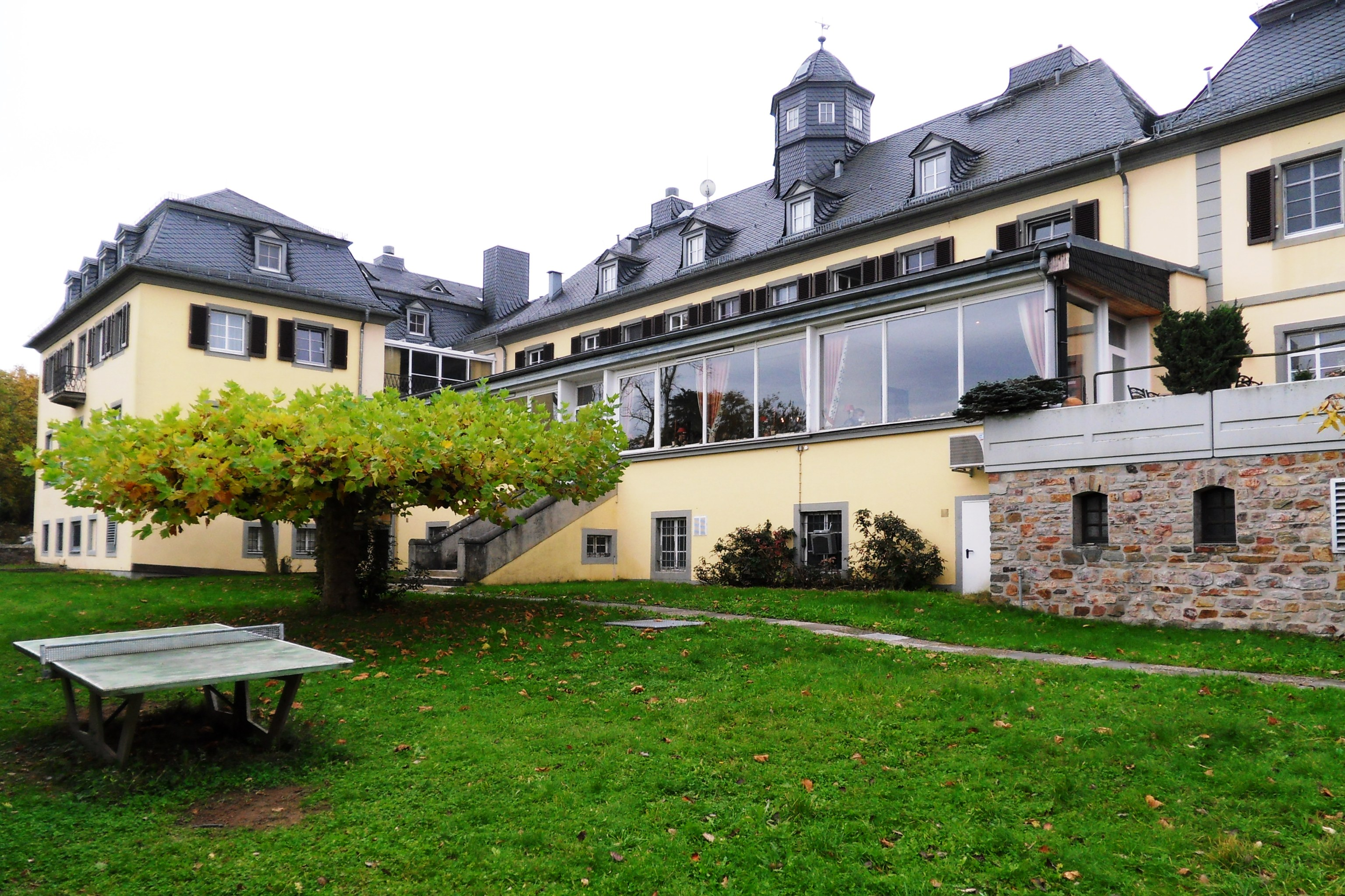
Jagdschloss Niederwald (Nordseite)

In Forstberichten aus den Jahren 1587/88 wird bezeugt, dass damals die Eigentumsrechte am Niederwald bei der Burg Ehrenfels lagen. Anstelle des Jagdschlosses gab es einen Lehnshof, der sich 1693 im Besitz der Grafen von Stadion befand. Er wurde 1705 vom Mainzer Fürsterzbischof für ihre Kammerherren, die Familie der Grafen von Ostein, erworben, die auch im nahen Geisenheim begütert waren. Dort residierten sie im Palais Ostein.
1764 erbaute Johann Friedrich Karl Maximilian Amor Maria Graf von Ostein als neues Hauptgebäude des Gutshofs das Jagdschloss, einen schlichten rechteckigen Bau mit schiefergedecktem Krüppelwalmdach. Den umliegenden Wald begann er in einen Park zu verwandeln und gestaltete verschiedene Aussichtspunkte über das Rheintal architektonisch um. 1805 gelangte das Schloss durch Erbfolge an die Grafen von Bassenheim. Von diesen erwarb es 1835 der Herzog von Nassau.
1866 wurde das Herzogtum Nassau von Preußen annektiert, weshalb auch das Jagdschloss preußisch wurde. Das Schloss brannte 1926 nieder und wurde bis 1929 in veränderter Form als beschauliches Ferienhotel wiedererrichtet. Im Zweiten Weltkrieg diente es als Lazarett und anschließend als Freizeitheim für amerikanische Offiziere. Die Forstverwaltung des Landes Hessen trat in die Rechtsnachfolge für das untergegangene Preußen ein als Eigentümer von Niederwald und Jagdschloss.
Ab Juli 1948 kamen Konrad Adenauer und die elf westdeutschen Länderchefs dreimal auf dem Niederwald zusammen, um im Grünen Salon des Jagdschlosses Grundlagen für die Arbeiten an einem deutschen Grundgesetz zu schaffen. Auch einigten sie sich hier grundsätzlich auf die Gründung eines deutschen Südweststaats. Damit wurde das Jagdschloss Niederwald zu einem bedeutenden Ort bundesdeutscher Verfassungsgeschichte.
Mitte der 1960er Jahre wurden die landwirtschaftlichen Flächen verpachtet.
Das Land Hessen hat das Jagdschloss als Hotel und Restaurantbetrieb schrittweise modernisiert.